# 費利佩·安東尼奧·德·波旁
費利佩·安東尼奧·德·波旁（西班牙語：Felipe Antonio de Borbón，1747年6月13日—1777年9月19日），卡拉布里亞公爵，西班牙國王卡洛斯三世的長子。
費利佩·安東尼奧有智能障礙，因此當卡洛斯三世成為西班牙國王時，他被排除在王位繼承順序之外：大弟卡洛斯成為西班牙王儲，那不勒斯和西西里的王位則由二弟費爾南多繼承。1777年，費利佩·安東尼奧因天花去世，死後葬在聖嘉勒聖殿。